# Pebble (orologio)
Il Pebble Smartwatch (poi chiamato Pebble Classic), è stato uno smartwatch statunitense prodotto dalla Pebble Technology Corporation. La Pebble Technology riuscì a ricavare 10 milioni di dollari tramite il Crowdfunding dagli utenti del sito Kickstarter. Pebble è stato uno smartwatch open source compatibile con gli smartphone con il sistema operativo iOS ed Android.

## Storia

### Sviluppatore
Il Pebble Classic è stato progettato sulla base dell'idea di Eric Migicovsky. La sua idea era quella di un orologio da dove si potevano visualizzare i messaggi e le notifiche che si ricevevano sul proprio smartphone. Migicovsky riuscì tramite i soldi ricavati da Kickstarter (inizialmente 3,7 milioni di dollari, fino poi ad arrivare a circa 10 milioni di dollari, anche se aveva richiesto solo 100,000 dollari) a produrre la prima versione di Pebble, quello che ora viene chiamato Pebble Classic.

### Produzione
Dopo aver superato le difficoltà di fabbricazione, Pebble ha iniziato la produzione di massa con il produttore Foxlink group, durante il mese di gennaio del 2013 furono prodotti 15.000 orologi a settimana. Entro dicembre dello stesso anno (2013) furono vendute 300.000 unità. Un anno dopo arrivarono a vendere 1 milione di unità (31 dicembre del 2014).

## Caratteristiche

### Hardware
L'orologio ha uno schermo e-paper con una definizione di 144x168 pixel che ha la possibilità di riprodurre solo il bianco ed il nero. Il Pebble si connette agli smartphone IOS ed Android tramite Bluetooth 4.0. Questo orologio ha anche un'unica porta, quella della ricarica, a cui viene connesso un cavetto USB modificato, tenuto a contatto con magneti. Questo per consentire all'orologio di essere impermeabile fino a 40 metri.

### Software
Nel febbraio del 2014 in relazione con il Pebble OS era stato aggiunto lo store ufficiale per scaricare applicazioni sul pebble (con più di 1000 applicazioni). Il sistema operativo nel tempo si è migliorato, dando la possibilità di tracciare la propria attività fisica, rispondere ed inviare messaggi, monitorare il sonno e molto altro ancora.

## Varianti
Con il passare del tempo furono prodotti diversi Modelli e varianti di Pebble, in totale ci furono circa 6 modelli differenti.

### Pebble Steel

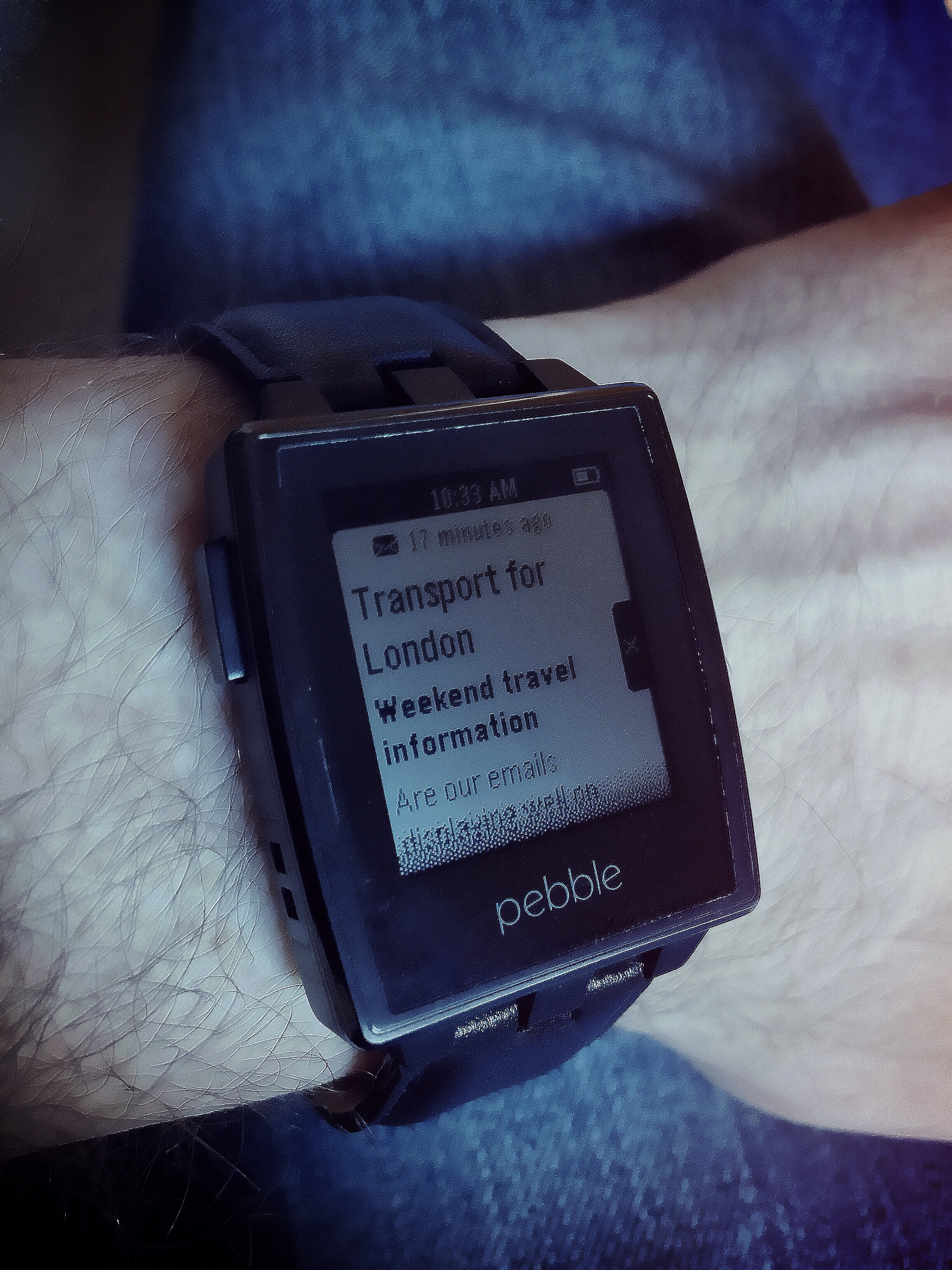
Pebble Steel

Era stata prodotta anche una variante in metallo, uscita nel febbraio del 2014. Si chiamava Pebble Steel, il software ed hardware rimanevano invariati, il cambiamento era infatti nel design essendo un orologio più elegante e serio. Il Pebble Steel era uscito in due colorazioni: acciaio chiaro e scuro, il cinturino dell'orologio aveva lo stesso colore della cassa. Ed aveva uno schermo Gorilla Glass.

### Pebble Time
Il 24 febbraio 2015, Pebble annuncia Pebble Time, la seconda generazione degli smartwatch prodotti da Pebble Technology. Anche questa volta erano stati finanziati tramite una campagna su Kickstarter.
Per la prima volta gli smartwatch Pebble avevano uno schermo a colori (uno schermo a 64 colori e-paper con Gorilla Glass), era provvisto poi anche di un microfono. Anche il software aveva delle migliorie, ad esempio l'intera interfaccia era stata ridisegnata. Era stata aggiunta anche la Timeline, per poter vedere sull'orologio gli eventi passati e futuri (connettendosi al calendario ed altre applicazioni sul telefono e non).

## Chiusura Pebble Technology Corporation
Il 7 dicembre 2016, Pebble ha annunciato ufficialmente che la società avrebbe chiuso i battenti e non avrebbe più prodotto né continuato il supporto per alcun dispositivo, né onorato alcuna garanzia esistente. Nella stessa occasione Pebble ha anche ufficialmente annunciato di non essere più un'attività indipendente, essendo diventata di proprietà di Fitbit, una compagnia specializzata in tecnologia indossabile utilizzabile per attività sportive. In effetti, il 7 dicembre 2016 Pebble Technlogy presentò istanza di fallimento. Fitbit pagò 23 milioni di dollari per l'acquisizione. Fitbit dichiarò inoltre che dall'acquisto era escluso l'hardware, mentre l'accordo riguardò i software engineer di Pebble, i tester e l'acquisizione della proprietà intellettuale relativa al sistema operativo del Pebble watch, watch app, servizi cloud e i brevetti. 
Il 30 giugno 2018, come anticipato al momento della chiusura, anche le ultime attività di supporto online cessarono le operazioni.